# Insidious Inside
Insidious Inside è il quarto album del gruppo musicale femminile Mumble Rumble, uscito nel 2018 per Latlantide

## Tracce
1. Intro
2. Season of the Witches
3. Don't Let 'Em Take You
4. Lancillotto
5. Pandora
6. This Empty Heart
7. Schicksal
8. A Peaceful Man and His Fucking Family
9. Stupid Jives
10. Per N.